# Musculus serratus posterior superior
A musculus serratus posterior superior egy izom az ember hátában (kép nem áll rendelkezésre).

## Eredés, tapadás, elhelyezkedés
A ligamentum nuchae-ről valamint a VII. nyakcsigolya és III. hátcsigolya között a processus spinosus vertebrae-ről ered. A II. és az V. borda között azoknak a felső felszínén tapad.

## Funkció
Emeli a bordákat belégzéskor.

## Beidegzés, vérellátás
A nervus intercostalis idegzi be. Az arteria intercostalis látja el vérrel.

## Külső hivatkozások
- Kép, leírás
- Kép